# Der Liebeskristall
Der Liebeskristall (Originaltitel: Mudd's Passion) ist die zehnte Episode der ersten Staffel der Science-Fiction-Zeichentrickserie Die Enterprise. Sie wurde in englischer Sprache erstmals am 10. November 1973 bei NBC ausgestrahlt. In Deutschland war sie zum ersten Mal am 9. März 1976 in einer stark geschnittenen und inhaltlich veränderten synchronisierten Fassung im ZDF zu sehen. Eine ungekürzte, originalgetreue Synchronfassung erschien erstmals 1994 auf VHS. Die erste Fernsehausstrahlung dieser Fassung erfolgte am 21. September 2016 auf Tele 5.

## Handlung
Im Jahr 2269 bei Sternzeit 4978.5 fliegt die Enterprise zum Planeten Motherlode, um den Betrüger Harry Mudd festzunehmen, mit dem die Mannschaft in den letzten Jahren bereits zwei Mal zu tun hatte. Mudd will den Minenarbeitern des Planeten Liebeskristalle verkaufen. Als Beweis für deren Wirkung führt er dem interessierten Publikum eine junge Frau vor, die ihm scheinbar hoffnungslos verfallen ist. Captain Kirk und sein erster Offizier Spock mischen sich unter die Menge und Spock offenbart, dass es sich bei der Frau in Wirklichkeit um einen rigellianischen Hypnoiden, ein Tier, das Sinnestäuschungen hervorruft, handelt. Die Menge gerät über diesen Trick in großen Zorn und Mudd hält es daher für klüger, sich freiwillig der Besatzung der Enterprise zu stellen.
Auf dem Schiff wird Mudd verhört. Spock gibt zudem ein medizinisches Gutachten in Auftrag, das von Schwester Chapel erstellt werden soll. Als Chapel Spock zu seiner Aktion auf dem Planeten beglückwünscht, bemerkt Mudd, dass sie in Spock verliebt ist. Er wittert eine Gelegenheit, der Strafverfolgung zu entgehen und versichert Chapel, dass der Kristall auch Spock dazu bringen könnte, sich in sie zu verlieben. Sie zögert, nimmt sich aber schließlich vor, den Kristall im Labor zu untersuchen. Mudd redet weiter auf sie ein und will sie dazu bringen, den Kristall auf die herkömmliche Weise anzuwenden, indem sie die darin enthaltene Flüssigkeit auf ihrer Haut verreibt. Als sie dies tut wird sie unaufmerksam und Mudd entwendet ihren Phaser und ihre Identitätskarte. Chapel sucht Spock in seinem Quartier auf und gibt vor, nur ihren Bericht abliefern zu wollen. Als Spock keine Anzeichen von Verliebtheit zeigt, geht sie enttäuscht wieder. Sie macht Mudd im Shuttlehangar ausfindig, zu dem er sich mit der gestohlenen Identitätskarte Zutritt verschafft hat. Er beschwichtigt sie, dass die Wirkung bei dem Vulkanier Spock wahrscheinlich zeitverzögert eintritt und will ihr einen weiteren Kristall überlassen. Es kommt zu einem Kampf zwischen beiden, bei dem einige Kristalle zerbrechen. Die in ihnen enthaltene Flüssigkeit verdampft und gelangt ins Belüftungssystem des Schiffs. Mudd betäubt Chapel schließlich mit dem Phaser und versucht mit ihr als Geisel in einem Shuttle zu entkommen.
Die Enterprise hat inzwischen ein noch nicht kartografiertes Sternensystem erreicht. Bei Spock setzt nun die Wirkung des Kristalls ein und er macht sofort bei Kirk und Schiffsarzt McCoy Meldung über seine unerklärlichen Gefühlswallungen. Mudd steuert mit dem Shuttle einen nahe gelegenen Planeten an und als klar wird, dass Chapel bei ihm ist, besteht Spock auf einer Rettungsmission. Kirk beamt mit ihm auf den Planeten hinunter. Auf dem Schiff zeigen indes die zerbrochenen Kristalle ihre Wirkung. Chefingenieur Scott und Kommunikationsoffizierin M’Ress fühlen sich zueinander hingezogen und es macht sich eine allgemeine heitere Stimmung breit.
Kirk und Spock finden recht schnell das Shuttle mit Mudd und Chapel, doch plötzlich wird die Gruppe von zwei riesigen Steinwesen angegriffen. Kirk funkt die Enterprise an, damit sie sofort zurückgebeamt werden, doch auf dem Schiff scheint man das Außenteam mittlerweile völlig vergessen zu haben. Spock ist zunächst so voller Glück, Schwester Chapel wiederzuhaben, dass er an nichts anderes denken kann. Allmählich lässt jedoch die Wirkung des Kristalls nach und er kann sich auf die aktuelle Gefahr konzentrieren. So kommt er auf die Idee, Mudds noch verbliebene Kristalle auf die Steinwesen zu werfen. Die Idee funktioniert und die beiden Wesen interessieren sich plötzlich nur noch füreinander.
Unter der Besatzung der Enterprise macht sich Katerstimmung breit, als die Wirkung der Kristalle schließlich nachlässt. Das Außenteam wird zurück aufs Schiff gebeamt und Mudd wird in eine Arrestzelle gesperrt, um ihn anschließend den Behörden zu übergeben.

## Besonderheiten

### Verbindungen zu anderen Star-Trek-Produktionen
Harry Mudd hat in Der Liebeskristall innerhalb des Star-Trek-Franchises seinen dritten und für lange Zeit letzten Auftritt. Erst 2017 und 2019 wurde die Figur in zwei Folgen von Star Trek: Discovery und in der Short-Treks-Folge Houdini wieder aufgegriffen und hier von Rainn Wilson gespielt.
Dies war ebenfalls für lange Zeit die letzte Folge in Star Trek, in der die Liebe von Chapel zu Spock thematisiert wird. In der Vorgängerserie Raumschiff Enterprise setzten sich mehrere Folgen damit auseinander. In den weiteren Folgen von Die Enterprise wurde das Thema nicht mehr aufgegriffen und in den folgenden Spielfilmen hatte Chapel keine größeren Auftritte mehr. Erst in der 2022 gestarteten Serie Star Trek: Strange New Worlds spielt diese Liebe wieder eine Rolle.

### Besonderheiten der deutschen Synchronfassung
Der Liebeskristall ist die einzige Folge von Die Enterprise, die in beiden deutschen Synchronfassungen den gleichen Titel trägt.

## Produktion

### Drehbuch
Der Liebeskristall greift die Figur des Harry Mudd wieder auf, der bereits in den beiden Folgen Die Frauen des Mr. Mudd und Der dressierte Herrscher der Vorgängerserie Raumschiff Emterprise auftrat. Stephen Kandel, der Die Frauen des Mr. Mudd zusammen mit Gene Roddenberry und Der dressierte Herrscher allein geschrieben hatte, schrieb hier erneut das Drehbuch. Kandel hatte bereits für die dritte Staffel von Raumschiff Enterprise eine dritte Harry-Mudd-Geschichte mit dem Arbeitstitel Deep Mudd geplant, die aber nicht umgesetzt wurde.

### Sprecher und Figuren
Harry Mudd wird von Roger C. Carmel gesprochen, der die Figur bereits in Raumschiff Enterprise verkörpert hatte.
Die beiden Nebenfiguren Lieutenant Uhura und Lieutenant Kyle treten in dieser Folge zwar auf, haben aber keinen Text.

## Adaptionen
Alan Dean Foster schrieb eine Textfassung von Der Liebeskristall, die auf Englisch erstmals 1974 in der Geschichtensammlung Star Trek Log 3 erschien. Die deutsche Übersetzung erschien 1993.

## Rezeption
Chris Cummins führte Der Liebeskristall 2012 auf toplessrobot.com in einer Liste der acht besten Folgen von Die Enterprise auf Platz 1.
Wes Huntington führte Der Liebeskristall 2016 auf msureporter.com in einer Liste der zehn besten Folgen von Die Enterprise auf Platz 4.
James Whitbrook führte Der Liebeskristall 2020 auf gizmodo.com.au als eine der zehn wichtigsten Folgen von Die Enterprise.
Jack Kiely führte Der Liebeskristall 2023 auf whatculture.com in einer Liste der zehn wichtigsten Folgen von Die Enterprise auf Platz 4.